# Liam O'Donnell
Pour les articles homonymes, voir O'Donnell.
Liam O'Donnell est un scénariste, réalisateur et producteur de cinéma né le 12 avril 1982 à Randolph dans le Massachusetts.

## Biographie
Liam O'Donnell nait le 12 avril 1982 à Randolph dans le Massachusetts. Il fréquente l'université de Boston où il en sort diplômé en 2004. Il collabore après cela avec les frères Greg et Colin Strause, fondateurs de la société d'effets spéciaux Hydraulx VFX. Il travaille ainsi sur les effets de plusieurs films comme Aliens vs. Predator: Requiem (2007), Iron Man 2 (2010) et The Bay (2012).
Il participe à l'écriture du film de science-fiction, Skyline, dont il est également producteur. Réalisé par les frères Strause, le film met en scène une invasion extraterrestre à Los Angeles. Malgré des critiques presse mitigées, le film est succès financier avec 66 984 887 $ au box-office, pour un budget estimé à 10 millions de dollars.
En 2017, Liam fait ses débuts de réalisateur avec Beyond Skyline, suite de Skyline, dont il est également producteur. Le film se déroule pendant les évènements du premier film et met en scène de nouveaux personnages avec le retour d'autres acteurs du premier opus. Il participe à la réalisation du film Portals (2019), avec les réalisateurs Gregg Hale, Eduardo Sánchez et Timo Tjahjanto. Il réalise ensuite le troisième volet, Skylines (2020).
En juin 2021, on l’annonçait à la réalisation de The Wreck, un thriller d'attaque de requin sur un groupe de vieux amis d'université qui se réunissent lors d'un voyage de plongée sous-marine dans les Caraïbes pour explorer l'épave d'un cuirassé de la Seconde Guerre mondiale et se retrouvent piégés dans le labyrinthe sous-marin de métal rouillé entouré de grands requins blancs. Il réalise finalement le 4e opus de la saga Skyline, Skyline: Warpath, prévu pour 2025.

### Vie privée
Il est marié à Phet Mahathongdy (en), également dans le milieu du cinéma. Il est par ailleurs le neveu du journaliste Lawrence O'Donnell.

## Filmographie
Sauf indication contraire, les informations mentionnées dans cette section peuvent être confirmées par la base de données cinématographiques IMDb,  présente dans la section « Liens externes ».

### Scénariste
- 2010 : Skyline de Greg et Colin Strause
- 2017 : Beyond Skyline de lui-même
- 2019 : Go to Sleep: A Lao Ghost Story (court métrage) de Phet Mahathongdy
- 2019 : Portals de Gregg Hale, Eduardo Sánchez, Timo Tjahjanto et lui-même
- 2020 : Skylines de lui-même
- 2025 : Skyline: Warpath de lui-même

### Réalisateur
- 2017 : Beyond Skyline de lui-même
- 2020 : Skylines de lui-même
- 2025 : Skyline: Warpath de lui-même

### Producteur
- 2010 : Skyline de Greg et Colin Strause
- 2012 : The Bay de Barry Levinson (coproducteur)
- 2017 : Beyond Skyline de lui-même
- 2019 : Go to Sleep: A Lao Ghost Story (court métrage) de Phet Mahathongdy
- 2019 : Portals de Gregg Hale, Eduardo Sánchez, Timo Tjahjanto et lui-même
- 2020 : Skylines de lui-même
- 2025 : Skyline: Warpath de lui-même